# Marija Čerepanova
Marija Sergeevna Čerepanova (in russo Мария Сергеевна Черепанова?; Iževsk, 28 agosto 1987) è una cestista russa.

## Carriera
Con la Russia ha disputato i Campionati europei del 2017.